# Натангия

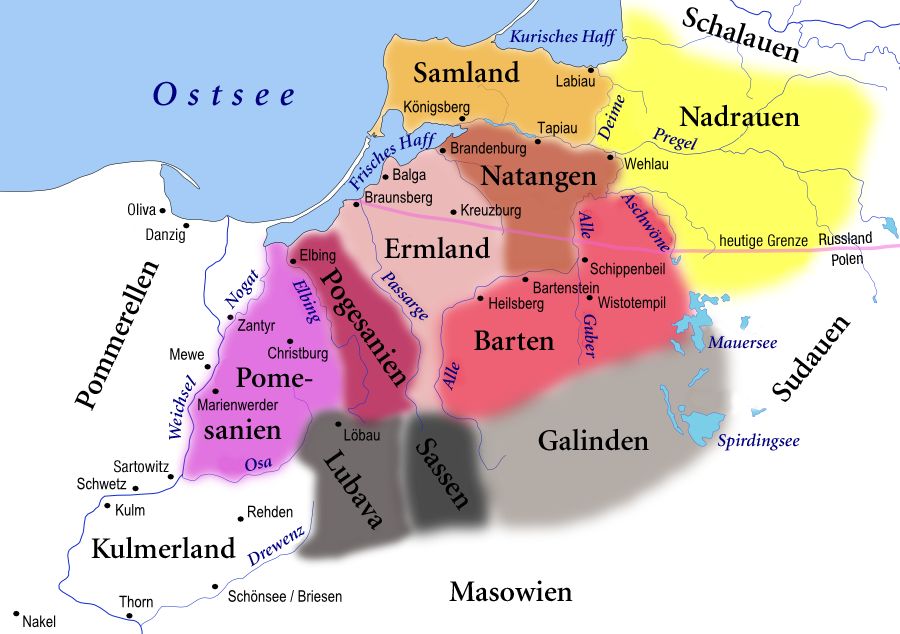
Карта земель Пруссии в XIII веке.

Гипотетическое расселение прусских племен в XIII веке

Натангия на карте 1758 года, обозначена желтым цветом

Натангия, Нотангия (прусск. Notangia, Nātanga; лит. Notanga; нем. Natangen; пол. Natangia) — историческая область Европы. Ныне большая часть принадлежит России (Калининградский эксклав), меньшая же южная часть входит в Варминьско-Мазурское воеводство Польши.

## Географическое описание
Эта земля находилась между прусскими землями Вармия, Бартия, Самбия и выходила на побережье Балтики (Вислинский залив). Северной границей Натангии была река Преголя, южной — река Лава. С других сторон граница шла по суше по труднопроходимым и священным для пруссов лесам.
В настоящее время бо́льшая, северная часть Натангии входит в состав Калининградской области (левобережная часть города Калининграда, южная часть Гурьевского района с посёлком Ушаково (б. Бранденбург), юго-западная часть Гвардейского района, восточная часть Багратионовского района с городом Багратионовском (б. Прёйсиш Эйлау) и западная часть Правдинского района).
Меньшая, южная часть Натангии входит в Варминьско-Мазурское воеводство Польши, где к данной исторической области приписывается город Гурово-Илавецке (б. Ландсберг). 

## История

### Происхождение названия
Исторически Натангия — земля Пруссии, которую населяло балтское прусское племя натангов. Значение названия земли на прусском языке неизвестно. По легенде название земли происходит от имени Нотанго, шестого сына вождя Видевута.

### Западноевропейское завоевание и освоение
Король Дании Вальдемар II впервые в 1231 году упоминает Натангию среди своих владений. Вице-ландмейстер Пруссии Берлевин фон Фрайберг организовал первый поход на Натангию. Крестоносцы на двух кораблях высадились в Вармии, возле города Хонеде, захватив несколько прусских поселков. После этого их атаковали и убили натанги, а смогли спастись лишь экипажи кораблей. Только в 1239 году Берлевин фон Фрайберг организовал новый поход на Натангию, во время которого крестоносцы захватили вармийскую крепость Хонеде. Вармийцы и натанги под командованием вождя Пиопсо осадили рыцарей в этом городе. От сильных морозов окрестные болота стали проходимыми, так что рыцарский гарнизон стал размышлять об отступлении из осаждённого города. В декабре 1239 года герцог Оттон I Брауншвейгский предпринял поход на Натангию, разбив объединённые силы пруссов.
В качестве опорного пункта для продвижения в Натангию в 1240 году у границы с Вармией был заложен замок Кройцбург (ныне русское поселение Славское) на месте старого укрепления.
После подавления Первого прусского восстания натанги в феврале 1249 года вынуждены были подписать мирный договор с тевтонскими рыцарями, обязавшись строить костёлы, платить церковную десятину и участвовать в походах ордена. С середины 14 века в Натангию начался массовый приток немецких колонистов.
Согласно Второму Торуньскому договору 1466 года, территория Натангия была признана владением Тевтонского ордена, который в 1525 году был реорганизован в герцогство Пруссия, а затем превратился в провинции Восточная Пруссия королевства Пруссия.

### Новейшая история
После Первой мировой войны Восточная Пруссия осталась в составе Германии.
После Второй мировой войны и ликвидации Восточной Пруссии территория бывшей прусской земли Натангии была поделена между СССР (Калининградская область) и Польской республикой (Варминско-Мазурское воеводство).